# 石井茂雄 (画家)
石井 茂雄（いしい しげお、1933年10月19日 - 1962年2月8日）は、日本の画家。東京都文京区出身。オノ・ヨーコは従姉。

## 人物
1950年に文化学院を卒業。
第28回日本版画協会展（東京都美術館）にて｢タレントたちＡ、Ｂ｣が協会賞を受賞。会友となった。
主な作品に｢暴力シリーズ｣、｢戒厳状態シリーズ｣などがある。
持病の喘息が悪化し、1962年に28歳で夭折した。

## ギャラリー

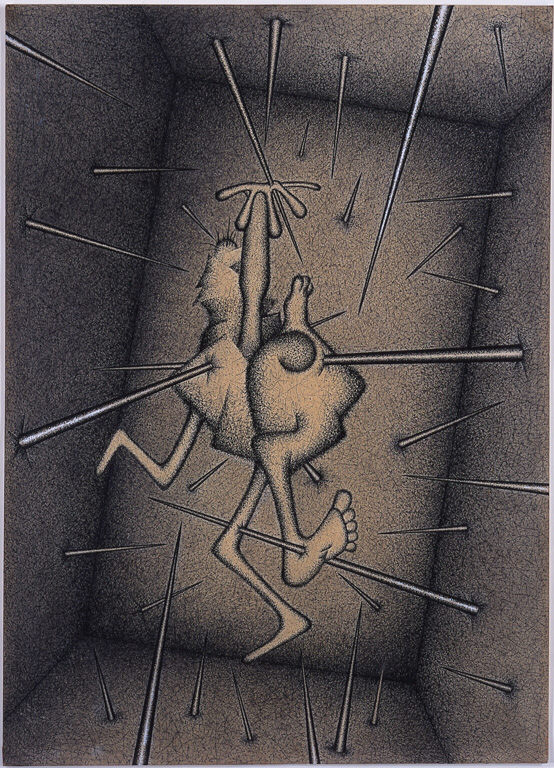
国立美術館蔵「戒厳状態シリーズ─部屋A」1955年
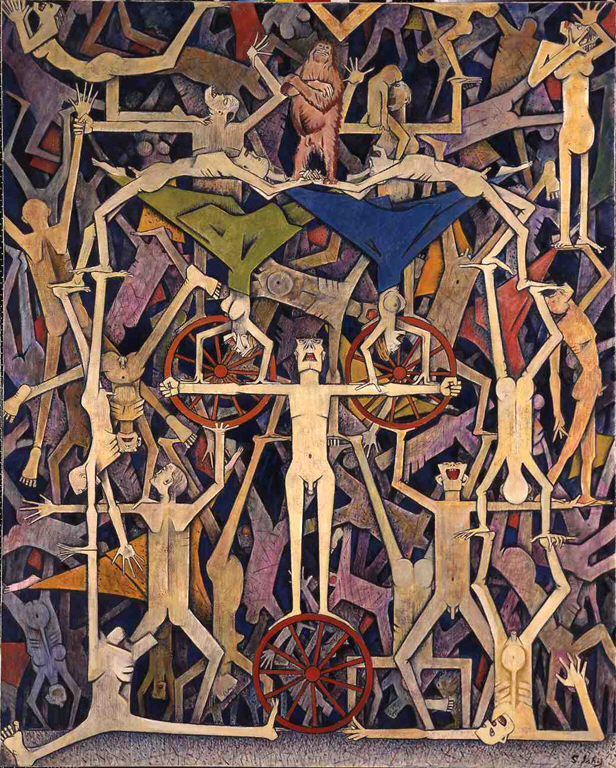
国立国際美術館蔵「暴力シリーズ・曲芸」1956年
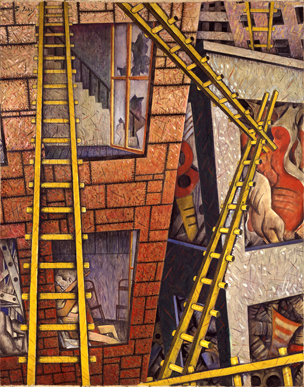
「Uncertain city」1956年
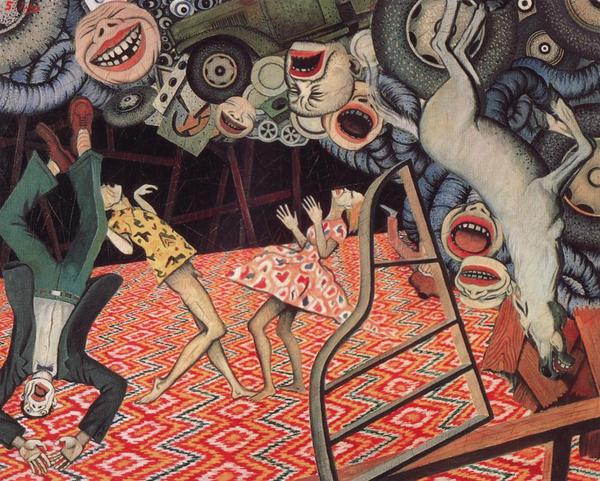
横須賀美術館蔵「暴力シリーズ 快楽」1957年
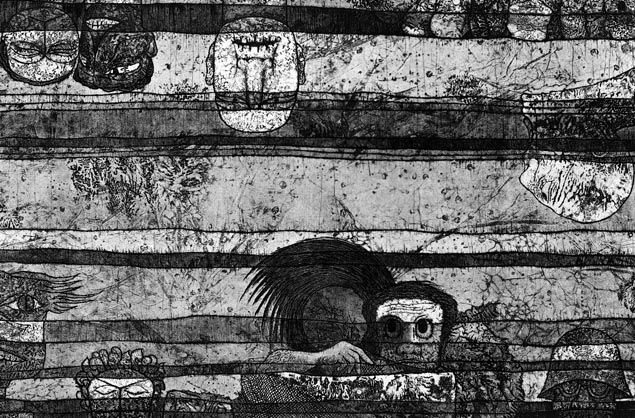
国立国際美術館蔵「タレント達B」1960年

## パブリックコレクション
- 宮城県立美術館
- 郡山市立美術館
- 国立美術館
- 国立国際美術館
- 東京国立近代美術館
- 東京都現代美術館
- 板橋区立美術館
- 横須賀美術館
- 名古屋市美術館
- 三重県立美術館
- ソ連文化省
- アルベルティーナ版画素描美術館
- メキシコ近代美術館（英語版）

## 家族
- 父の石井茂樹（1901年生）は、一中・一高・東大を経て大蔵省大阪財務局長、価格調整公団理事長を経て、太陽火災海上保険、殖産住宅相互役員などを務めた。
- 母の米子（1907年生）は、小野英二郎の三女。
- 兄に国際政治学者の石井陽一。
- いとこに、小野有五、オノヨーコ・小野節子姉妹、加瀬英明などがいる。